# 小飞机工作室
小飞机工作室（英語：Little Airplane Productions）是一家美国制片公司，以制作学龄前电视节目而闻名。乔希·塞利格和洛瑞·沙爾
在1998年创立该工作室。小飞机工作室的作品《小手乌比》和《神奇宠物救援队》在尼克国际儿童频道播出，《小鸟3号》在BBC的儿童频道CBeebies播出，该工作室还为Playhouse Disney创作了Go，Baby！。
该工作室位于纽约市南街海港，美术设计、故事板、动画制作和配音等工作都是在这个12,000平方英尺（1,100平方）大小的工作室里进行的。该工作室还设有专业的录音棚和录音设施，Jeffrey Lesser在这里指导音乐录制，录制的音乐用在小飞机创作的作品里。
2007年年中，《小鸟3号》这一作品发布之后，该公司在伦敦和阿布扎比分别开设了新的工作室。
2017年12月，小飞机工作室被比利时公司Studio 100收购。

## 制作

### 电视
- 《小手乌比》是小飞机工作室尝试制作的第一部电视节目。它起初是在Noggin和尼克幼儿台（Nick Jr）播出的的一系列插页式广告，于2003年作为长篇系列被选中。[3]
- 《神奇宠物救援队（英语：Wonder Pets!）》是小飞机为尼克频道打造的作品，是关于三名宠物朋友的冒险故事，[4]总共有三季。
- 《小鸟3号（英语：3rd & Bird）》是小飞机工作室和CBeebies联合制作的动画系列。该片于2008年7月在CBeebies首播，并在英国以外的18个国家和地区播出。
- Go，Baby！（英语：Go, Baby!）是在迪士尼少儿频道（英语：Disney Junior）播出的短片动画系列。它的旁白配音者是理查·坎德。[5]
- Tobi!（英语：Tobi!）是一系列每集四分钟的视觉诗歌，在加拿大的树屋频道（英语：Treehouse TV）播出。发行方是总部位于巴黎的AWOL动画公司。[6]
- 《小土豆（英语：Small Potatoes (2011 TV series)）》在第12届年度布鲁克林儿童影展（BAMKids International Film Festival）上首次亮相。目前在CBeebies播放。
- 《超级飞侠》，首播于2015年3月14日，是一部由韩国导演郑吉勋创作的电脑动画。
- 《橄榄枝》（The Olive Branch）是一部每集1分钟的动画，讲述两个角色如何解决冲突，这部动画没有对白。[7]
- 《豆小鸭（英语：P. King Duckling）》是小飞机工作室与中国的悠扬传媒公司联合制作的动画片。该系列于2016年11月7日首度在迪士尼少儿频道播出。[8]

### 电影短片
- The Time-Out Chair（英语：The Time-Out Chair）是塞利格2002年编写并执导的短片。短片在东村摄制，于2003的翠贝卡电影节上展映。[9]
- Linny the Guinea Pig是两部短片的合集，讲述一只豚鼠冒险的故事，2003年在尼克儿童频道播出。受这两部短片的启发有了后来的《神奇宠物救援队》。[10]
- The Jo B. & G. Raff Show!是塞利格2014年为亚马逊工作室编写和执导的试播电视动画。[11][12]

## 其他工作

### 微光基金会（The Little Light Foundation）
2009年，小飞机工作室创建了一个名为“微光基金会”的非盈利事业。该基金会的第一个项目是为尼克幼儿频道创造的动画系列The Olive Branch。

### 小飞机咖啡馆
2009年夏天，小飞机工作室推出了小飞机咖啡馆。劳里·伯克纳于2009年7月开设了这家餐厅。她的表演在天狼星XM现场直播。嘉宾包括Jon Scieszka，奶昔乐队和Suzi Shelton。

### 小飞机学院
小飞机学院每年两次在公司位于南街海港的工作室举办为期三天的工作坊。参与者能在工作坊中学习创作学龄前影视作品的基础知识，包括商业推介、写作、角色设计、指导和制作真人节目和动画节目。2009年，学院与Susan Kim举办了为期一天的写作工作坊。小飞机还在卡塔尔、英格兰和挪威举办了工作坊。